# オリンピックの北マケドニア選手団
オリンピックの北マケドニア選手団（オリンピックのきたマケドニアくせんしゅだん）は、かつてユーゴスラビアを構成し、1991年9月に独立を果たした北マケドニアのオリンピック選手団。北マケドニア選手団は1996年アトランタオリンピックから参加し、冬季オリンピックは1998年長野オリンピックから参加した。独立の1991年以前にはユーゴスラビアを構成する共和国の一部として1988年ソウルオリンピックまで参加していた経緯がある。

## 概要
北マケドニアは1991年に独立を果たしたが、ギリシャとの間で「マケドニア」という国名および国旗を巡る論争に発展して経済封鎖された経緯もあり、同時期に独立したクロアチアやスロベニアに比べオリンピック参加は遅れた。前述の経緯もあることから、日本においては2018年平昌オリンピックまではマケドニア・旧ユーゴスラビア共和国（英語: The Former Yugoslav Republic of Macedonia、略称: FYROM）と紹介されていたが、2019年にギリシャとの合意がなされ日本における名称も「北マケドニア」となった。
これまで夏季オリンピックで獲得したメダルは、2000年シドニーオリンピックのレスリングでモガメド・イブラギモフが獲得した銅メダル1個と、2020年東京オリンピックのテコンドーでデヤン・ゲオルギエフスキが獲得した銀メダル1個の計2個である。一方冬季オリンピックでのメダル獲得はまだない。

## メダル獲得数一覧

### 夏季オリンピック
| 大会名                | 金 | 銀 | 銅 | 計 |
| 1996 アトランタ       | 0  | 0  | 0  | 0  |
| 2000 シドニー         | 0  | 0  | 1  | 1  |
| 2004 アテネ           | 0  | 0  | 0  | 0  |
| 2008 北京             | 0  | 0  | 0  | 0  |
| 2012 ロンドン         | 0  | 0  | 0  | 0  |
| 2016 リオデジャネイロ | 0  | 0  | 0  | 0  |
| 2020 東京             | 0  | 1  | 0  | 1  |
| 2024 パリ             | 0  | 0  | 0  | 0  |
| 合計                  | 0  | 1  | 1  | 2  |

### 冬季オリンピック
| 大会名                  | 金 | 銀 | 銅 | 計 |
| 1998 長野               | 0  | 0  | 0  | 0  |
| 2002 ソルトレイクシティ | 0  | 0  | 0  | 0  |
| 2006 トリノ             | 0  | 0  | 0  | 0  |
| 2010 バンクーバー       | 0  | 0  | 0  | 0  |
| 2014 ソチ               | 0  | 0  | 0  | 0  |
| 2018 平昌               | 0  | 0  | 0  | 0  |
| 2022 北京               | 0  | 0  | 0  | 0  |
| 合計                    | 0  | 0  | 0  | 0  |

### 夏季オリンピック競技別
| 競技                         | 金 | 銀 | 銅 | 計 |
| ---------------------------- | -- | -- | -- | -- |
| テコンドー                   | 0  | 1  | 0  | 1  |
| レスリング（フリースタイル） | 0  | 0  | 1  | 1  |
| 計 (競技数: 2)               | 0  | 1  | 1  | 2  |